# Maciej z Janowa
Maciej z Janowa (ur. między 1350 a 1355 w Janowie, zm. 30 grudnia 1394 w Pradze) – czeski kaznodzieja i pisarz.
Był synem czeskiego rycerza Wacława z Janowa i uczniem Jana Milicza. Studia rozpoczął najpierw na Uniwersytecie Karola w Pradze, a kończył od 1373 w Paryżu. Ukończył je po dziewięciu latach. Dlatego znany jest jako Magister Parisiensis (Mistrz Paryski). W 1381 został wyznaczony na kanonika i spowiednika w praskiej katedrze, które to urzędy sprawował aż do śmierci. Między 1388 a 1392 napisał kilka prac, które potem zebrano i zatytułowano Regulae Veteris et Novi Testamenti ("Zasady Starego i Nowego Testamentu"). Praca ta nie została opublikowana w całości, ani nie można jej znaleźć w żadnym kompletnym manuskrypcie. Niektóre części mylnie uważano za prace Jana Husa i opublikowano razem z jego pismami.
Uważał, że zło w obliczu którego stanął Kościół w jego czasach wynika z ówczesnej schizmy papieskiej, dużej liczby zwolnień i zastrzeżeń papieskich oraz nadmiernego znaczenia przypisywanego przez niektórych chrześcijan przypadkowym i obcym zwyczajom. Opowiadał się za usunięciem świętych i ich relikwii z kościołów ze względu na nadużycia, których był świadkiem, związanych ich czczeniem. Stał na stanowisku, że jest niemal konieczne dla laikatu przyjmować komunię każdego dnia. Na synodzie w Pradze w 1389 poparcie dla codziennej komunii zostało zakazane, a kult wizerunków obroniony. Maciej odwołał swe poglądy i wielokrotnie przysięgał swą niesłabnącą wierność kościołowi katolickiemu. Dlatego nie został ukarany. Wciąż jednak, ze względu na jego poprzednie twierdzenia, był uważany przez niektórych za prekursora Jana Husa. Propagował studiowanie Biblii.

## Prace

### Łacińskie
- De decem preceptis
- Regulae veteris et novi testamenti
- Super passione Cristi
- Tractatus de praecepti Domini

### Czeskie
- Kázání ("Kazania")
- Život ctihodného kněze Milíče ("Żywot czcigodnego księdza Milicza")